# Піщанська волость (Костянтиноградський повіт)
Піщанська волость — адміністративно-територіальна одиниця Костянтиноградського повіту Полтавської губернії з центром у селі Піщанка.
Старшинами волості були:
- 1900 року Гаврило Якович Мартиненко[1];
- 1904 року М. К. Михайленко[2];
- 1913—1915 роках Іван Павлович Глєбов[3],[4].